# Denny Doherty

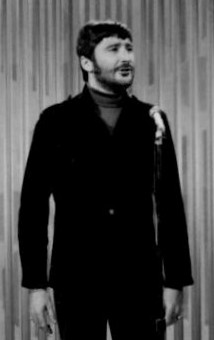
Denny Doherty, 1968

Dennis Gerrard Stephen „Denny“  Doherty (* 29. November 1940 in Halifax, Nova Scotia; † 19. Januar 2007 in Mississauga, Ontario) war ein kanadischer Sänger und Mitglied der Musikgruppe The Mamas and the Papas.

## Karriere

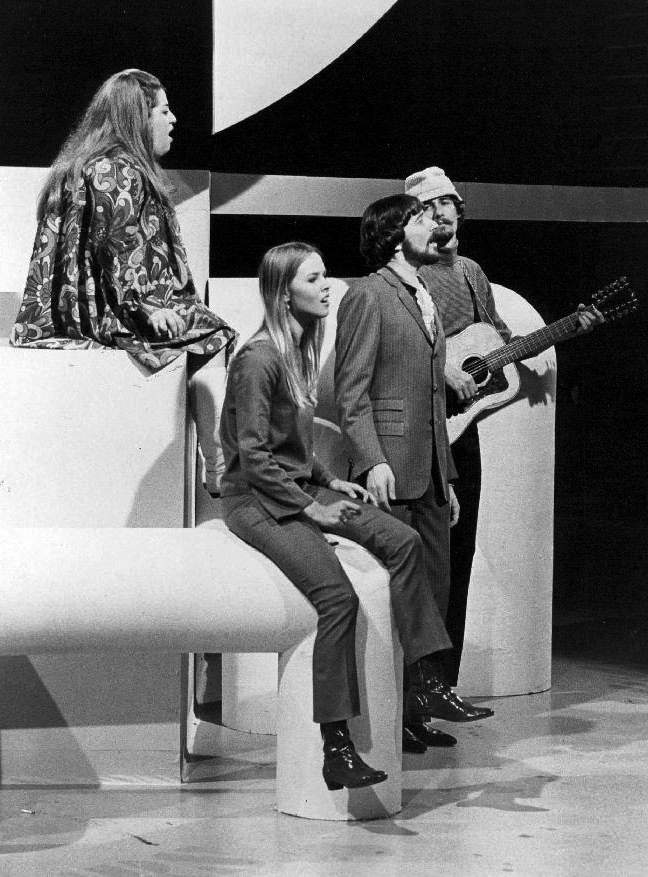
Mamas and Papas (Denny Doherty, 2. von rechts) 1967

1960 gründete Doherty in Halifax die Folk-Gruppe The Colonials, mit der er 1961 nach Montreal, Québec und 1962 nach Toronto ging. Als die Gruppe 1963 einen Plattenvertrag mit Columbia’s Epic Records bekam, wurde der Name in The Halifax III geändert. Mit The Man Who Wouldn't Sing Along with Mitch hatte die Band ihren einzigen Hit und wurde bereits 1963 wieder aufgelöst. 
1963 freundete sich der Sänger mit Cass Elliot an, die zu dieser Zeit in der Band The Big 3 spielte. Während einer Tour mit den Halifax Three traf er schließlich den Sänger John Phillips und dessen Ehefrau Michelle. Nach der Auflösung von The Halifax Three wurden Doherty und Zal Yanovsky, der die Tourneen der Band begleitet hatte, auf Bestreben Elliots Mitglieder bei The Big 3. Da die Anzahl der Bandmitglieder nun auf vier gestiegen war, änderte die Band ihren Namen in The Mugwumps; sie war erfolglos und löste sich bald auf.
Während dieser Zeit benötigte John Phillips’ Band The New Journeymen einen Ersatzmann für den abgesprungenen Sänger Marshall Brickman. Nachdem Doherty Brickmans Part übernommen hatte, wurde auch Cass Elliot in die Band, die sich von nun an The Magic Circle nannte, aufgenommen. Im September 1965 unterzeichnete die Gruppe einen Plattenvertrag mit Dunhill Records und änderte ihren Namen in The Mamas and the Papas. Das Debütalbum If You Can Believe Your Eyes and Ears erschien bald darauf.

## Zeit bei The Mamas and the Papas
In der folgenden Zeit hatte die Band ihre ersten großen Erfolge, doch dann wurde bekannt, dass Doherty und Michelle Phillips eine Affäre miteinander hatten, die sie allerdings lange Zeit geheim halten konnten. John und Michelle verließen das gemeinsame Haus mit Denny Doherty, die Band blieb aber trotz der Untreue untereinander bestehen, kurze Zeit später musste Michelle die Band verlassen, wurde jedoch schon bald wieder aufgenommen. 1968 gingen The Mamas and the Papas zunächst eigene Wege und lösten sich 1971 nach einer fünften und letzten gemeinsamen LP in der Urbesetzung auf.

## Die Zeit danach
Elliot und Doherty blieben auch in der Folgezeit Freunde; Doherty begann allerdings schon bald zu trinken. 1971 entstand die Solo-LP Watcha Gonna Do. Einige der Songs darauf wurden von Doherty geschrieben. In den Folgejahren veröffentlichte er weitere Singles, wie z. B. Indian Girl und Baby Catch The Moon, die in den Charts jedoch nicht erfolgreich waren.
1974 kam es zum Wiedersehen mit den alten Bandmitgliedern auf der Beerdigung Cass Elliots, die an einem Herzinfarkt verstorben war. Für Dohertys zweite Solo-LP Waiting for a Song (im selben Jahr produziert) hatte sie noch zusammen mit Michelle den Backgroundgesang beigesteuert. 1982 starteten The Mamas and the Papas einen Neuanfang, die Band bestand nun aus Doherty, John Phillips, dessen Tochter Mackenzie Phillips sowie Spanky McFarlane. Die Band tourte noch einmal mit alten und neuen Liedern, der Erfolg blieb allerdings aus, sodass die Gruppe aufgelöst wurde.
Daraufhin produzierte Doherty das recht erfolgreiche Broadway-Musical Dream a Little Dream, in dem die Geschichte der Band aus seiner Sicht erzählt wurde. 1993 war Doherty in der Kinderserie Theodore Tugboat im Fernsehen zu sehen; danach zog er sich zusehends aus der Öffentlichkeit zurück. 1996 wurde er mit der Aufnahme in die Canadian Music Hall of Fame geehrt.
Denny Doherty starb 2007 im Alter von 66 Jahren in seinem Haus in Ontario an einem Aortenaneurysma. Er war zweimal verheiratet und hatte mit beiden Ehefrauen ein Kind – einen Sohn und eine Tochter.